# Teorie velkého sjednocení
Teorie velkého sjednocení nebo Velká sjednocená teorie (anglicky Grand Unified Theory nebo Grand Unification Theory, zkratka GUT) je jednou z jednotných teorií pole. Byla vytvořena pákistánským vědcem, doktorem Abdus Salamem.

## Podstata teorie
Teorie je sjednocením silné a elektroslabé interakce (která je sjednocením slabé a elektromagnetické interakce). K takovémuto sjednocení by mělo docházet při extrémně vysokých energiích, o kterých se předpokládá, že existovaly 10−43 až 10−36 sekund po Velkém třesku. Díky existenci nových tříd intermediálních částic je v teorii umožněna přeměna látkových baryonů v leptony a naopak, tedy nezachování baryonového (B) a leptonového (L) náboje (důsledkem je v některých variantách např. rozpad protonu na pozitron a pion).

## Varianty
V současnosti je teoreticky navrženo mnoho variant teorie velkého sjednocení, lišících se vnitřními symetriemi a existencí nových částic. Některé pracují s koncepcí supersymetrie, jiné ne. V některých verzích se předpovídá i existence částicových magnetických monopólů.

## Experimentální ověření
Dosud nebyly v žádném experimentu získány přesvědčivé indicie pro teorii (detekce nových částic odpovídajících modelům GUT, detekce rozpadu protonu). Naopak, stále se prodlužující experimentálně zjištěná minimální hodnota střední doby života protonu (τ > 1031 roků obecně, pro jednotlivé modely a kanály rozpadu až v řádu 1034) již vyloučila mnohé z nejjednodušších variant teorie, zejména pokud se jedná o varianty bez předpokladu supersymetrie. Jediným dobře známým experimenálním náznakem možné oprávněnosti teorie je (vedle kosmologických úvah) jev oscilace neutrin, i když se jedná o náznak velmi nepřímý, vysvětlitelný i mimo rámec teorií GUT (spíše ukazuje jen na neúplnost standardního modelu částic a interakcí).